# Brisbane International
Brisbane International är en tennisturnering för både damer och herrar som spelas i Brisbane, Australien, med första upplaga 2009. Den är en del av ATP 250-turnering på herrarnas ATP-tour och WTA 500-turnering på damernas WTA-tour.
Från och med 2009 består turneringen av både damspel och herrspel. Innan dess hade herrarna och damerna enskilda tävlingar på olika platser, herrarna i Adelaide och damerna i Gold Coast[när?]. De hette då Next Generation Adelaide International (herrar) och Mondial Australian Women's Hardcourts (damer). Men 2009 slogs de ihop till en hel turnering till följd av att både WTA-touren och ATP-touren genomgick stora förändringar.

## Resultat

### Herrsingel
| Plats    | År        | Mästare             | Finalist            | Resultat           |
| -------- | --------- | ------------------- | ------------------- | ------------------ |
| Brisbane | 2025      | Jiří Lehečka        | Reilly Opelka       | 4–1 avbröt.        |
| Brisbane | 2024      | Grigor Dimitrov (2) | Holger Rune         | 7–6(7–5), 6–4      |
| Brisbane | 2020–2023 | Hölls inte          | Hölls inte          | Hölls inte         |
| Brisbane | 2019      | Kei Nishikori       | Daniil Medvedev     | 6–4, 3–6, 6–2      |
| Brisbane | 2018      | Nick Kyrgios        | Ryan Harrison       | 6–4, 6–2           |
| Brisbane | 2017      | Grigor Dimitrov     | Kei Nishikori       | 6–2, 2–6, 6–3      |
| Brisbane | 2016      | Milos Raonic        | Roger Federer       | 6–4, 6–4           |
| Brisbane | 2015      | Roger Federer       | Milos Raonic        | 6–4, 6–7(2–7), 6–4 |
| Brisbane | 2014      | Lleyton Hewitt      | Roger Federer       | 6–1, 4–6, 6–3      |
| Brisbane | 2013      | Andy Murray         | Grigor Dimitrov     | 7–6(7–0), 6–4      |
| Brisbane | 2012      | Andy Murray         | Alexandr Dolgopolov | 6–1, 6–3           |
| Brisbane | 2011      | Robin Söderling     | Andy Roddick        | 6–3, 7–5           |
| Brisbane | 2010      | Andy Roddick        | Radek Štěpánek      | 7–6(2), 7–6(7)     |
| Brisbane | 2009      | Radek Stepanek      | Fernando Verdasco   | 3–6, 6–3, 6–4      |
| Adelaide | 2008      | Michael Llodra      | Jarkko Nieminen     | 6–3, 6–4           |
| Adelaide | 2007      | Novak Djokovic      | Chris Guccione      | 6–3, 6–7(6), 6–4   |
| Adelaide | 2006      | Florent Serra       | Xavier Malisse      | 6–3, 6–4           |
| Adelaide | 2005      | Joachim Johansson   | Taylor Dent         | 7–5, 6–3           |
| Adelaide | 2004      | Dominik Hrbaty      | Michael Llodra      | 6–4, 6–0           |
| Adelaide | 2003      | Nikolaj Davydenko   | Kristof Vliegen     | 6–2, 7–6(3)        |
| Adelaide | 2002      | Tim Henman          | Mark Philippoussis  | 6–4, 6–7(6), 6–3   |
| Adelaide | 2001      | Tommy Haas          | Nicolas Massu       | 6–3, 6–1           |
| Adelaide | 2000      | Lleyton Hewitt      | Thomas Enqvist      | 3–6, 6–3, 6–2      |
| Adelaide | 1999      | Thomas Enqvist      | Lleyton Hewitt      | 4–6, 6–1, 6–2      |
| Adelaide | 1998      | Lleyton Hewitt      | Jason Stoltenberg   | 3–6, 6–3, 7–6(4)   |
| Adelaide | 1997      | Todd Woodbridge     | Scott Draper        | 6–2, 6–1           |
| Adelaide | 1996      | Yevgeny Kafelnikov  | Byron Black         | 7–6(0), 3–6, 6–1   |
| Adelaide | 1995      | Jim Courier         | Arnaud Boetsch      | 6–2, 7–5           |
| Adelaide | 1994      | Jevgenij Kafelnikov | Alexander Volkov    | 6–4, 6–3           |
| Adelaide | 1993      | Nicklas Kulti       | Christian Bergström | 3–6, 7–5, 6–4      |
| Adelaide | 1992      | Goran Ivanisevic    | Christian Bergström | 1–6, 7–6(5), 6–4   |
| Adelaide | 1991      | Nicklas Kulti       | Michael Stich       | 6–3, 1–6, 6–2      |
| Adelaide | 1990      | Thomas Muster       | Jimmy Arias         | 3–6, 6–2, 7–5      |
| Adelaide | 1989      | Mark Woodforde      | Patrik Kuhnen       | 7–5, 1–6, 7–5      |
| Adelaide | 1988      | Mark Woodforde      | Wally Masur         | 6–2, 6–4           |
| Adelaide | 1987      | Wally Masur         | Bill Scanlon        | 6–4, 7–6           |
| Adelaide | 1986      | Spelades inte       | Spelades inte       | Spelades inte      |
| Adelaide | 1985      | Eddie Edwards       | Peter Doohan        | 6–2, 6–4           |
| Adelaide | 1984      | Peter Doohan        | Huub van Boeckel    | 1–6, 6–1, 6–4      |
| Adelaide | 1983      | Mike Bauer          | Miloslav Mecir      | 3–6, 6–4, 6–1      |
| Adelaide | 1982      | Mike Bauer          | Chris Johnstone     | 4–6, 7–6, 6–2      |
| Adelaide | 1981      | Mark Edmondson      | Brad Drewett        | 7–5, 6–2           |
| Adelaide | 1980      | Ingen tour-tävling  | Ingen tour-tävling  | Ingen tour-tävling |
| Adelaide | 1979      | Kim Warwick         | Bernard Mitton      | 7–5, 6–4           |
| Adelaide | 1978      | Ingen tour-tävling  | Ingen tour-tävling  | Ingen tour-tävling |
| Adelaide | 1977      | Victor Amaya        | Brian Teacher       | 6–1, 6–4           |
| Adelaide | 1976      | Ingen tour-tävling  | Ingen tour-tävling  | Ingen tour-tävling |
| Adelaide | 1975      | Ingen tour-tävling  | Ingen tour-tävling  | Ingen tour-tävling |
| Adelaide | 1974      | Dick Stockton       | Geoff Masters       | 6–2, 6–3, 6–2      |
| Adelaide | 1973      | Ingen tour-tävling  | Ingen tour-tävling  | Ingen tour-tävling |
| Adelaide | 1972      | Alex Metreveli      | Kim Warwick         | 6–3, 6–3, 7–6      |

### Damsingel
| Plats      | År        | Mästare               | Finalist                 | Resultat           |
| ---------- | --------- | --------------------- | ------------------------ | ------------------ |
| Brisbane   | 2025      | Aryna Sabalenka       | Polina Kudermetova       | 4–6, 6–3, 6–2      |
| Brisbane   | 2024      | Jelena Rybakina       | Aryna Sabalenka          | 6–0, 6–3           |
| Brisbane   | 2021–2023 | Hölls inte            | Hölls inte               | Hölls inte         |
| Brisbane   | 2020      | Karolína Plíšková (3) | Madison Keys             | 6–4, 4–6, 7–5      |
| Brisbane   | 2019      | Karolína Plíšková     | Lesia Tsurenko           | 4–6, 7–5, 6–2      |
| Brisbane   | 2018      | Elina Svitolina       | Aliaksandra Sasnovich    | 6–2, 6–1           |
| Brisbane   | 2017      | Karolína Plíšková     | Alizé Cornet             | 6–0, 6–3           |
| Brisbane   | 2016      | Victoria Azarenka     | Angelique Kerber         | 6–3, 6–1           |
| Brisbane   | 2015      | Maria Sharapova       | Ana Ivanovic             | 6–7(4–7), 6–3, 6–3 |
| Brisbane   | 2014      | Serena Williams       | Victoria Azarenka        | 6–4, 7–5           |
| Brisbane   | 2013      | Serena Williams       | Anastasia Pavlyuchenkova | 6–2, 6–1           |
| Brisbane   | 2012      | Kaia Kanepi           | Daniela Hantuchová       | 6–2, 6–1           |
| Brisbane   | 2011      | Petra Kvitová         | Andrea Petkovic          | 6–1, 6–3           |
| Brisbane   | 2010      | Kim Clijsters         | Justine Henin            | 6–3, 4–6, 7–6(8–6) |
| Brisbane   | 2009      | Victoria Azarenka     | Marion Bartoli           | 6–3, 6–1           |
| Gold Coast | 2008      | Na Li                 | Victoria Azarenka        | 4–6, 6–3, 6–4      |
| Gold Coast | 2007      | Dinara Safina         | Martina Hingis           | 6–3, 3–6, 7–5      |
| Gold Coast | 2006      | Lucie Safarova        | Flavia Pennetta          | 6–3, 6–4           |
| Gold Coast | 2005      | Patty Schnyder        | Samantha Stosur          | 1–6, 6–3, 7–5      |
| Gold Coast | 2004      | Ai Sugiyama           | Nadia Petrova            | 1–6, 6–1, 6–4      |
| Gold Coast | 2003      | Nathalie Dechy        | Marie-Gayanay Mikaelian  | 6–3, 3–6, 6–3      |
| Gold Coast | 2002      | Venus Williams        | Justine Henin            | 7–5, 6–2           |
| Gold Coast | 2001      | Justine Henin         | Silvia Farina Elia       | 7–6(5), 6–4        |
| Gold Coast | 2000      | Silvija Talaja        | Conchita Martinez        | 6–1, 3–6, 6–0      |
| Gold Coast | 1999      | Patty Schnyder        | Mary Pierce              | 4–6, 7-–(5), 6–2   |
| Gold Coast | 1998      | Ai Sugiyama           | Maria Vento-Kabchi       | 7–5, 6–0           |
| Gold Coast | 1997      | Jelena Lichovtseva    | Ai Sugiyama              | 3–6, 7–6(7), 6–3   |

### Herrdubbel
| Plats    | År        | Mästare                            | Finalister                        | Resultat               |
| -------- | --------- | ---------------------------------- | --------------------------------- | ---------------------- |
| Brisbane | 2025      | Julian Cash Lloyd Glasspool (2)    | Jiří Lehečka Jakub Menšík         | 6–3, 6–7(2–7), [10–6]  |
| Brisbane | 2024      | Lloyd Glasspool Jean-Julien Rojer  | Kevin Krawietz Tim Pütz           | 7–6(7–3), 5–7, [12–10] |
| Brisbane | 2020–2023 | Hölls inte                         | Hölls inte                        | Hölls inte             |
| Brisbane | 2019      | Marcus Daniell Wesley Koolhof      | Rajeev Ram Joe Salisbury          | 6–4, 7–6(8–6)          |
| Brisbane | 2018      | Henri Kontinen John Peers          | Leonardo Mayer Horacio Zeballos   | 3–6, 6–3, [10–2]       |
| Brisbane | 2017      | Thanasi Kokkinakis Jordan Thompson | Gilles Müller Sam Querrey         | 7–6(9–7), 6–4          |
| Brisbane | 2016      | Henri Kontinen John Peers          | James Duckworth Chris Guccione    | 7–6(7–4), 6–1          |
| Brisbane | 2015      | Jamie Murray John Peers            | Alexandr Dolgopolov Kei Nishikori | 6–3, 7–6(7–4)          |
| Brisbane | 2014      | Mariusz Fyrstenberg Daniel Nestor  | Juan Sebastián Cabal Robert Farah | 6-7(4–7), 6–4, [10–7]  |
| Brisbane | 2013      | Marcelo Melo Tommy Robredo         | Eric Butorac Paul Hanley          | 4–6, 6–1, [10–5]       |
| Brisbane | 2012      | Max Mirnyi Daniel Nestor           | Jürgen Melzer Philipp Petzschner  | 6-1, 6-2               |
| Brisbane | 2011      | Lukáš Dlouhý Paul Hanley           | Robert Lindstedt Horia Tecău      | 6–4 avbröt             |
| Brisbane | 2010      | Jérémy Chardy Marc Gicquel         | Lukáš Dlouhý Leander Paes         | 6–3, 7–6(5)            |
| Brisbane | 2009      | Marc Gicquel Jo-Wilfried Tsonga    | Fernando Verdasco Mischa Zverev   | 6–4, 6–3               |
| Adelaide | 2008      | Martin Garcia Marcelo Melo         | Chris Guccione Robert Smeets      | 6–3, 3–6, 10–7         |
| Adelaide | 2007      | Wesley Moodie Todd Perry           | Novak Djokovic Radek Stepanek     | 6–3, 4–6, 15–13        |
| Adelaide | 2006      | Jonathan Erlich Andy Ram           | Paul Hanley Kevin Ullyett         | 7–6(4), 7–6(10)        |
| Adelaide | 2005      | Xavier Malisse Olivier Rochus      | Simon Aspelin Todd Perry          | 7–6(5), 6–4            |
| Adelaide | 2004      | Bob Bryan Mike Bryan               | Arnaud Clement Michael Llodra     | 7–5, 6–3               |
| Adelaide | 2003      | Jeff Coetzee Chris Haggard         | Max Mirnyj Jeff Morrison          | 2–6, 6–4, 7–6(7)       |
| Adelaide | 2002      | Wayne Black Kevin Ullyett          | Bob Bryan Mike Bryan              | 7–5, 6–2               |
| Adelaide | 2001      | David Macpherson Grant Stafford    | Wayne Arthurs Todd Woodbridge     | 6–7(5), 6–4, 6–4       |
| Adelaide | 2000      | Mark Woodforde Todd Woodbridge     | Lleyton Hewitt Sandon Stolle      | 6–4, 6–2               |
| Adelaide | 1999      | Gustavo Kuerten Nicolas Lapentti   | Jim Courier Patrick Galbraith     | 6–4, 6–4               |
| Adelaide | 1998      | Joshua Eagle Andrew Florent        | Ellis Ferreira Rick Leach         | 6–4, 6–7, 6–3          |
| Adelaide | 1997      | Patrick Rafter Bryan Shelton       | Todd Woodbridge Mark Woodforde    | 6–4, 1–6, 6–3          |
| Adelaide | 1996      | Todd Woodbridge Mark Woodforde     | Jonas Björkman Tommy Ho           | 7–5, 7–6               |
| Adelaide | 1995      | Jim Courier Patrick Rafter         | Byron Black Grant Connell         | 7–6, 6–4               |
| Adelaide | 1994      | Mark Kratzmann Andrew Kratzmann    | David Adams Byron Black           | 6–4, 6–3               |
| Adelaide | 1993      | Todd Woodbridge Mark Woodforde     | John Fitzgerald Laurie Warder     | 6–4, 7–5               |
| Adelaide | 1992      | Goran Ivanisevic Marc Rosset       | Mark Kratzmann Jason Stoltenberg  | 7–6, 7–6               |
| Adelaide | 1991      | Wayne Ferreira Stefan Kruger       | Paul Haarhuis Mark Koevermans     | 6–4, 4–6, 6–4          |
| Adelaide | 1990      | Andrew Castle Nduka Odizor         | Alexander Mronz Michiel Schapers  | 7–6, 6–2               |
| Adelaide | 1989      | Neil Broad Stefan Kruger           | Mark Kratzmann Glenn Layendecker  | 6–2, 7–6               |
| Adelaide | 1988      | Darren Cahill Mark Kratzmann       | Carl Limberger Mark Woodforde     | 4–6, 6–2, 7–5          |
| Adelaide | 1987      | Ivan Lendl Bill Scanlon            | Peter Doohan Laurie Warder        | 6–7, 6–3, 6–4          |
| Adelaide | 1986      | Spelades inte                      | Spelades inte                     | Spelades inte          |
| Adelaide | 1985      | Mark Edmondson Kim Warwick         | Nelson Aerts Tomm Warneke         | 6–4, 6–4               |
| Adelaide | 1984      | Broderick Dyke Wally Masur         | Peter Doohan Brian Levine         | 4–6, 7–5, 6–1          |
| Adelaide | 1983      | Craig Miller Eric Sherbeck         | Broderick Dyke Rod Frawley        | 6–3, 4–6, 6–4          |
| Adelaide | 1982      | Pat Cash Chris Johnstone           | Broderick Dyke Wayne Hampson      | 6–3, 6–7, 7–6          |
| Adelaide | 1981      | Colin Dibley Chris Kachel          | Eddie Edwards Craig Edwards       | 6–3, 6–4               |
| Adelaide | 1980      | Ingen tour-tävling                 | Ingen tour-tävling                | Ingen tour-tävling     |
| Adelaide | 1979      | Colin Dibley John James            | John Alexander Phil Dent          | 6–7, 7–6, 6–4          |
| Adelaide | 1978      | Ingen tour-tävling                 | Ingen tour-tävling                | Ingen tour-tävling     |
| Adelaide | 1977      | Cliff Letcher Dick Stockton        | Syd Ball Kim Warwick              | 6–3, 6–4               |
| Adelaide | 1976      | Ingen tour-tävling                 | Ingen tour-tävling                | Ingen tour-tävling     |
| Adelaide | 1975      | Ingen tour-tävling                 | Ingen tour-tävling                | Ingen tour-tävling     |
| Adelaide | 1974      | Grover Raz Reid Allan Stone        | Mike Estep Paul Kronk             | 7–6, 6–4               |
| Adelaide | 1973      | Ingen tour-tävling                 | Ingen tour-tävling                | Ingen tour-tävling     |
| Adelaide | 1972      | Spelades inte                      | Spelades inte                     | Spelades inte          |

### Damdubbel
| Plats      | År        | Mästare                                       | Finalister                                 | Resultat              |
| ---------- | --------- | --------------------------------------------- | ------------------------------------------ | --------------------- |
| Brisbane   | 2025      | Mirra Andrejeva · Diana Shnaider              | Priscilla Hon · Anna Kalinskaja            | 7–6(8–6),             |
| Brisbane   | 2024      | Ljudmyla Kitjenok Jeļena Ostapenko            | Greet Minnen Heather Watson                | 7–5, 6–2              |
| Brisbane   | 2021–2023 | Hölls inte                                    | Hölls inte                                 | Hölls inte            |
| Brisbane   | 2020      | Hsieh Su-wei Barbora Strýcová                 | Ashleigh Barty Kiki Bertens                | 3–6, 7–6(9–7), [10–8] |
| Brisbane   | 2019      | Nicole Melichar Květa Peschke                 | Chan Hao-ching Latisha Chan                | 6–1, 6–1              |
| Brisbane   | 2018      | Kiki Bertens Demi Schuurs                     | Andreja Klepač María José Martínez Sánchez | 7–5, 6–2              |
| Brisbane   | 2017      | Bethanie Mattek-Sands Sania Mirza             | Ekaterina Makarova Elena Vesnina           | 6–2, 6–3              |
| Brisbane   | 2016      | Martina Hingis Sania Mirza                    | Angelique Kerber Andrea Petkovic           | 7–5, 6–1              |
| Brisbane   | 2015      | Martina Hingis Sabine Lisicki                 | Caroline Garcia Katarina Srebotnik         | 6–2, 7–5              |
| Brisbane   | 2014      | Alla Kudryavtseva Anastasia Rodionova         | Kristina Mladenovic Galina Voskoboeva      | 6–3, 6–1              |
| Brisbane   | 2013      | Bethanie Mattek-Sands Sania Mirza             | Anna-Lena Grönefeld Květa Peschke          | 4–6, 6–4, [10–7]      |
| Brisbane   | 2012      | Nuria Llagostera Vives Arantxa Parra Santonja | Raquel Kops-Jones Abigail Spears           | 7–6(7–2), 7–6(7–2)    |
| Brisbane   | 2011      | Alisa Kleybanova Anastasia Pavlyuchenkova     | Klaudia Jans Alicja Rosolska               | 6–3, 7–5              |
| Brisbane   | 2010      | Andrea Hlaváčková Lucie Hradecká              | Melinda Czink Arantxa Parra Santonja       | 2–6, 7–6(7–3), [10–4] |
| Brisbane   | 2009      | Anna-Lena Grönefeld Vania King                | Klaudia Jans Alicja Rosolska               | 3–6, 7–5, 10–5        |
| Gold Coast | 2008      | Dinara Safina Agnes Szavay                    | Zi Yan Jie Zheng                           | 6–1, 6–2              |
| Gold Coast | 2007      | Dinara Safina Katarina Srebotnik              | Iveta Benesova Galina Voskoboeva           | 6–3, 6–4              |
| Gold Coast | 2006      | Dinara Safina Meghann Shaughnessy             | Cara Black Rennae Stubbs                   | 6–2, 6–3              |
| Gold Coast | 2005      | Jelena Lichovtseva Magdalena Maleeva          | Maria Elena Camerin Silvia Farina Elia     | 6–3, 5–7, 6–1         |
| Gold Coast | 2004      | Svetlana Kuznetsova Jelena Lichovtseva        | Liezel Huber Katerina Maleeva              | 6–3, 6–4              |
| Gold Coast | 2003      | Svetlana Kuznetsova Martina Navratilova       | Nathalie Dechy Emilie Loit                 | 6–4, 6–4              |
| Gold Coast | 2002      | Justine Henin Meghann Shaughnessy             | Åsa Svensson Miriam Oremans                | 6–1, 7–6(6)           |
| Gold Coast | 2001      | Giulia Casoni Janette Husarova                | Katie Schlukebir Meghann Shaughnessy       | 7–6(9), 7–5           |
| Gold Coast | 2000      | Julie Halard-Decugis Anna Kournikova          | Sabine Appelmans Rita Grande               | 6–3, 6–0              |
| Gold Coast | 1999      | Corina Morariu Larisa Neiland                 | Kristine Kunce Irina Spirlea               | 6–3, 6–3              |
| Gold Coast | 1998      | Jelena Lichovtseva Ai Sugiyama                | Sung-hee Park Shi-ting Wang                | 1–6, 6–3, 6–4         |
| Gold Coast | 1997      | Naoko Kijimuta Nana Miyagi                    | Ruxandra Dragomir Silvia Farina Elia       | 7–6, 6–1              |